# انسان راست‌قامت سولویی
انسان راست‌قامت سولویی(به لاتین: Homo erectus soloensis)، که مرد سولویی نیز نامیده می‌شود و قبلاً با عنوان انسان خردمند سولویی طبقه‌بندی می شد، امروزه عموماً به عنوان زیرگونه‌ای از انسان راست‌قامت در نظر گرفته می‌شود. تنها نمونه‌های شناخته شده از این انسان سای غیرعادی در محل‌هایی کنار رودخانهٔ سولو، در جزیرهٔ جاوه کشور اندونزی یافت شده‌است.
با وجودی که این زیرگونه، از نظر ریخت‌شناسی بسیار شبیه به انسان راست‌قامت بوده اما از نظر فرهنگی به‌طور غیر منتظره‌ای پیشرفته تر بوده‌است.Solo Man (Homo erectus soloensis) یک زیرگونه از Homo erectus است که بر اساس شواهد فسیل 18 نمونه کشف شده در بین سالهای 1931 تا 1933 توسط گوستاو هاینریش رالف فون کونیگسوالد از سایت های کنار رودخانه سولو ، در جزیره اندونزیایی جاوا شناسایی شده است. قدمت بین 550000 تا 108،000 سال قدمت دارد. بقایای آن به نام Ngandong (در حال حاضر در منطقه Kradenan ، Blora Regence) نامگذاری شده است ، بعد از روستا در نزدیکی جایی که برای اولین بار بازیابی شدند ، و بقایای قدیمی در Bapang واقع شده است.